# Bobolink
Bobolink (Dolichonyx oryzivorus) är en liten och säregen nordamerikansk tätting i familjen trupialer.

## Kännetecken

### Utseende
Bobolinken är en rätt liten (15-21 cm) finkliknande trupial där hanen har ett helt omisskännligt och unikt utseende i häckningsdräkt.  Den har rätt platt huvud, kort nacke och kort stjärt, men likt andra trupialer tjock men spetsig näbb. Stjärtpennorna är spetsiga och smala.
Hanen i häckningsdräkt är mestadels svart med vit rygg och övergump samt vackert beige nacke. Honan och hanen utanför häckningstid är mycket mer kryptiskt tecknade i varmt brunbeige med mörkbrun längsgående streckning på rygg, flanker och hjässa, men inte nacke. Näbben är skärtonad. Den har vidare ett beige ögonbrynsstreck och ett distinkt mörkt ögonstreck ovan den ljusa kinden.
Fågeln sitter ofta på upprätt på marken och sträcker hals, vilket ger den ett småhövdat intryck. Flyktbanan är rak, inte i bågar likt finkar.

### Läte
Bobolinken sjunger en metalliskt, bubblande ramsa, från sittplats eller i sångflykt. I flykten hörs ett skarpt pink.

## Utbredning och systematik
Bobolinken häckar i Nordamerika i norra och mellersta USA och södra Kanada och flyttar till Sydamerika över vintern (östra Bolivia, sydvästra Brasilien, Paraguay och norra Argentina). Fågeln är den enda nu levande arten i släktet Dolichonyx. Den behandlas som monotypisk, det vill säga att den inte delas in i några underarter.
Arten är en mycket sällsynt gäst i Europa, framför allt i Azorerna och Storbritannien med ett 40-tal respektive ett 30-tal fynd, men även i Irland, Norge, Nederländerna, Frankrike, Italien, Gibraltar och i Kanarieöarna.

## Levnadssätt

### Habitat
Fågelns livsmiljö är gräsmarker, fält och ängar och liknande områden. Tidigare var bobolinken bunden till högväxt prärie i centrala Nordamerika, men i takt med skog röjdes till förmån för ängar och andra öppna marker har den rört sig österut. Bobolinken häckar i öppna områden, helst stora fält med en blandning av gräs och växter som maskrosor. Efter häckning rör den sig till våtmarker och kustområden för att rugga. I övervintringsområdet i Sydamerika frekventerar den områden med gräsmarker, våtmarker och risfält. Utanför häckningstid är bobolinken flocklevande.

### Föda
Under häckningstid intar bobolinken ogräsfrön, insektslarver, insekter och spindlar, medan den under flyttning och vintertid även intar säd och ris. De födosöker vanligtvis dagtid, men kan under flyttningen söka föda även ljusa nätter för att bygga upp fettreserver.

### Häckning
Liksom andra trupialer har bobolinken ett polygynt häckningsbeteende, men även ett polyandriskt. Honan bygger ett bo på marken, oftast på fuktig jord vid foten av exempelvis en klöverplanta, Zizia aurea eller en ruta. Däri lägger hon en till två kullar med tre till sju ägg som ruvas i elva till 14 dagar. I hanens primära bo hjälps båda könen åt att mata ungarna, i de övriga bona hjälper hanen till i varierande grad. I vissa bon matas ungarna av fler än två adulta fåglar, möjligen förra årets ungar eller flera pappor. Tio till elva dagar efter kläckning lämnar ungarna boet, men kan ännu inte flyga och gömmer sig därför i några dagar i tät växtlighet tills vingpennorna vuxit ut. Inom en månad kan de födosöka på egen hand, varpå flocken lämnar häckningsområdet.

### Flyttning
Bobolinken är en av de tättingar i världen som flyttar allra längst, hela 2000 mil till och från övervintringsområdet i Sydamerika. Under sin livstid kan den alltså flytta sammanlagt fyra eller fem gånger jordens omkrets. Med hjälp av järnoxid i små borst i näbben samt i vävnad kring luktloben kan fågeln orientera sig efter jordens magnetfält. Den kan också följa stjärnorna.

## Status och hot
Arten har ett stort utbredningsområde och en stor population, men tros minska i antal på grund av habitatförlust, mellan 1966 och 2015 med 65%. Den minskar dock inte tillräckligt kraftigt för att den ska betraktas som hotad. Internationella naturvårdsunionen IUCN kategoriserar därför arten som livskraftig (LC). Världspopulationen uppskattas till åtta miljoner häckande individer.

## Namn
Namnet bobolink kommer av ramsan "Bob o' Lincoln" som beskriver dess läte. Artens vetenskapliga namn oryzivorus betyder "risätare" på latin.